# Cycas fugax
Cycas fugax es una especie de Cycadopsida del género Cycas, de la familia Cycadaceae, del orden Cycadales.

## Distribución
Cycas fugax se distribuye por Vietnam (Phu Tho).

## Taxonomía
Fue descrita científicamente por K.D.Hill, T.H.Nguyên & P.K.Lôc. Fue publicado por primera vez en K.D.Hill, T.H.Nguyên & P.K.Lôc. In: Bot. Rev. (Lancaster) 70(2): 145-146, figs. 2-3. (2004).